# 7219-es mellékút (Magyarország)
A 7219-es számú mellékút egy majdnem tíz kilométer hosszú mellékút Veszprém vármegyében, a Balaton-felvidéken. Alsóörs és Veszprém között biztosít közvetlen összeköttetést, feltárva Felsőörsöt is.

## Nyomvonala
A 71-es főútból ágazik ki, észak-északnyugati irányban, Alsóörs lakott területének nyugati részén, Balatoni út néven, nem sokkal annak 31. kilométere után. Alig 250 méter után átlép Lovas közigazgatási területére, majd az 1. kilométere táján beér a falu lakott területére. 1+250-es kilométerszelvényénél kiágazik belőle északnyugati irányban a 7221-es út Paloznak, Csopak és Balatonarács felé. Innentől kicsit keletebbi irányt vesz, körülbelül 300 méteren a Fő utca nevet viseli, nyomvonala pedig ezen a rövid szakaszon egybeesik a Római útéval.
1+550-es kilométerszelvényénél kiágazik belőle a 72 116-os út, amely Alsóörs központja felé vezet (a római út nyomvonala is erre folytatódik), majd az út egy kisebb szakaszon visszatér alsóörsi területre, bár a község lakott területét nem érinti. Kisvártatva már Felsőörs és Alsóörs határvonala mentén húzódik, közben a 2. kilométere táján visszatorkollik bele a 72 116-os út, bő egy kilométer után pedig már teljesen felsőörsi területen húzódik. Nagyjából 3,7 kilométerénel be is ér e község lakott területére, majd a 3+900-as kilométerszelvénye táján torkollik bele a Balatonalmádi felől érkező 7218-as út.
Innentől sokat kanyarogva végighalad Felsőörs központján, Fő út néven, majd a települést az 5+500-as kilométerszelvénye közelében elhagyva észak-északnyugati irányba fordul, és további szakasza jobbára mezőgazdasági területek között húzódik. Közben, 7,8 kilométer után kiágazik belőle egy alsóbbrendű út nyugatnak, Köveskútpuszta felé, a 8+800-as kilométerszelvényénél pedig újabb út, ezúttal keletnek, Meggyespuszta felé; ugyanitt átlépi Veszprém határát, de Szentkirályszabadja határához is közel kerül. A 73-as főútba torkollva ér véget, annak 10+900-as kilométerszelvényénél.
Teljes hossza, az országos közutak térképes nyilvántartását szolgáló kira.gov.hu adatbázisa szerint 9,923 kilométer.